# Validentia javana
Validentia javana är en stekelart som först beskrevs av Gyöö Viktor Szépligeti 1908.  Validentia javana ingår i släktet Validentia och familjen brokparasitsteklar. Inga underarter finns listade i Catalogue of Life.